# Ramel, Ramel, Ramel (musikalbum)
Ramel, Ramel, Ramel är ett musikalbum från 2000 där Monica Borrfors och Claes Janson sjunger visor av Povel Ramel tillsammans med Bohuslän Big Band.

## Låtlista
Text och musik av Povel Ramel om inget annat anges.
1. En glad blues – 3:28
2. Novembervisa – 5:40
3. De sista entusiasterna – 4:15
4. Gräsänklingsblues – 5:35
5. Lingonben – 2:45
6. Underbart är kort – 4:27
7. Fars fabrik – 4:13
8. Visan om mina vänner – 4:25
9. Följ mig bortåt vägen – 5:32
10. Alla har vi varit små – 4:37
11. Johanssons boogie woogie vals – 3:08
12. Ta av dig skorna (Povel Ramel/Beppe Wolgers) – 8:37
13. Den sista jäntan – 6:41

## Medverkande
- Monica Borrfors – sång
- Claes Janson – sång
- Bohuslän Big Band